# Volley Masters Montreux 2011
Montreux Volley Masters – 27. edycja towarzyskiego turnieju siatkarskiego, który trwał od 7 do 12 czerwca. W turnieju udział wzięło 8 reprezentacji:
- Chiny
- Holandia
- Japonia
- Kuba
- Niemcy
- Peru
- Włochy
- USA

## Faza grupowa

### Grupa A
Tabela
| Poz. | Reprezentacja     | Pkt | Mecze | Mecze | Mecze | Sety | Sety | Sety  | Małe punkty | Małe punkty | Małe punkty |
| Poz. | Reprezentacja     | Pkt | M     | Z     | P     | wyg. | prz. | ratio | zdob.       | str.        | ratio       |
| ---- | ----------------- | --- | ----- | ----- | ----- | ---- | ---- | ----- | ----------- | ----------- | ----------- |
| 1    | Chiny             | 7   | 3     | 3     | 0     | 9    | 5    | 1,800 | 320         | 281         | 1,139       |
| 2    | Stany Zjednoczone | 6   | 3     | 2     | 1     | 8    | 6    | 1,333 | 300         | 278         | 1,079       |
| 3    | Niemcy            | 5   | 3     | 1     | 2     | 7    | 6    | 1,167 | 291         | 266         | 1,094       |
| 4    | Peru              | 0   | 3     | 0     | 3     | 2    | 9    | 0,222 | 186         | 272         | 0,684       |

Legenda: Poz. – pozycja, Pkt – liczba punktów, M – liczba meczów, Z – mecze wygrane, P – mecze przegrane, wyg. – sety wygrane, prz. – sety przegrane, zdob. – małe punkty zdobyte, str. – małe punkty stracone
Wyniki
| 7 czerwca 2011 |

|  | Stany Zjednoczone | 3:1(25:7, 24:26, 25:11, 25:19) | Peru |  |
|  |                   | 3:1(25:7, 24:26, 25:11, 25:19) |      |  |

|  | Chiny | 3:2(25:23, 25:27, 26:24, 22:25, 15:11) | Niemcy |  |
|  |       | 3:2(25:23, 25:27, 26:24, 22:25, 15:11) |        |  |

| 8 czerwca 2011 |

|  | Peru | 0:3(20:25, 10:25, 20:25) | Niemcy |  |
|  |      | 0:3(20:25, 10:25, 20:25) |        |  |

| 9 czerwca 2011 |

|  | Chiny | 3:1(25:17, 23:25, 25:16, 25:15) | Peru |  |
|  |       | 3:1(25:17, 23:25, 25:16, 25:15) |      |  |

|  | Niemcy | 2:3(19:25, 25:22, 23:25, 25:15, 14:16) | Stany Zjednoczone |  |
|  |        | 2:3(19:25, 25:22, 23:25, 25:15, 14:16) |                   |  |

| 10 czerwca 2011 |

|  | Stany Zjednoczone | 2:3(27:25, 14:25, 25:19, 21:25, 11:15) | Chiny |  |
|  |                   | 2:3(27:25, 14:25, 25:19, 21:25, 11:15) |       |  |

### Grupa B
Tabela
| Poz. | Reprezentacja | Pkt | Mecze | Mecze | Mecze | Sety | Sety | Sety  | Małe punkty | Małe punkty | Małe punkty |
| Poz. | Reprezentacja | Pkt | M     | Z     | P     | wyg. | prz. | ratio | zdob.       | str.        | ratio       |
| ---- | ------------- | --- | ----- | ----- | ----- | ---- | ---- | ----- | ----------- | ----------- | ----------- |
| 1    | Kuba          | 8   | 3     | 3     | 0     | 9    | 3    | 3,000 | 277         | 257         | 1,078       |
| 2    | Japonia       | 6   | 3     | 2     | 1     | 8    | 5    | 1,600 | 288         | 258         | 1,116       |
| 3    | Holandia      | 4   | 3     | 1     | 2     | 5    | 7    | 0,714 | 266         | 276         | 0,964       |
| 4    | Włochy        | 0   | 3     | 0     | 3     | 2    | 9    | 0,222 | 237         | 277         | 0,856       |

Legenda: Poz. – pozycja, Pkt – liczba punktów, M – liczba meczów, Z – mecze wygrane, P – mecze przegrane, wyg. – sety wygrane, prz. – sety przegrane, zdob. – małe punkty zdobyte, str. – małe punkty stracone
Wyniki
| 7 czerwca 2011 |

|  | Włochy | 1:3(20:25, 27:29, 25:23, 22:25) | Kuba |  |
|  |        | 1:3(20:25, 27:29, 25:23, 22:25) |      |  |

| 8 czerwca 2011 |

|  | Holandia | 0:3(23:25, 16:25, 24:26) | Kuba |  |
|  |          | 0:3(23:25, 16:25, 24:26) |      |  |

|  | Japonia | 3:0(25:17, 25:19, 25:20) | Włochy |  |
|  |         | 3:0(25:17, 25:19, 25:20) |        |  |

| 9 czerwca 2011 |

|  | Japonia | 3:2(20:25, 27:29, 25:18, 25:17, 16:14) | Holandia |  |
|  |         | 3:2(20:25, 27:29, 25:18, 25:17, 16:14) |          |  |

| 10 czerwca 2011 |

|  | Włochy | 1:3(25:23, 24:26, 14:25, 24:26) | Holandia |  |
|  |        | 1:3(25:23, 24:26, 14:25, 24:26) |          |  |

|  | Kuba | 3:2(25:15, 25:19, 25:20, 25:29, 15:10) | Japonia |  |
|  |      | 3:2(25:15, 25:19, 25:20, 25:29, 15:10) |         |  |

## Faza play-off

### Półfinały
| 11 czerwca 2011 |

|  | Niemcy | 3:1(25:8, 25:20, 25:27, 25:17) | Włochy |  |
|  |        | 3:1(25:8, 25:20, 25:27, 25:17) |        |  |

|  | Holandia | 3:1(25:23, 26:24, 24:26, 25:20) | Peru |  |
|  |          | 3:1(25:23, 26:24, 24:26, 25:20) |      |  |

|  | Chiny | 0:3(22:25, 19:25, 23:25) | Japonia |  |
|  |       | 0:3(22:25, 19:25, 23:25) |         |  |

|  | Kuba | 3:1(25:18, 25:22, 17:25, 26:24) | Stany Zjednoczone |  |
|  |      | 3:1(25:18, 25:22, 17:25, 26:24) |                   |  |

### Mecz o 5. miejsce
| 12 czerwca 2011 |

|  | Niemcy | 1:3(20:25, 25:15, 18:25, 26:28) | Holandia |  |
|  |        | 1:3(20:25, 25:15, 18:25, 26:28) |          |  |

### Mecz o 3. miejsce
| 12 czerwca 2011 |

|  | Chiny | 3:1(16:25, 25:13, 29:27, 25:23) | Stany Zjednoczone |  |
|  |       | 3:1(16:25, 25:13, 29:27, 25:23) |                   |  |

### Finał
| 12 czerwca 2011 |

|  | Japonia | 3:0(26:24, 25:18, 25:19) | Kuba |  |
|  |         | 3:0(26:24, 25:18, 25:19) |      |  |

## Klasyfikacja końcowa
| Miejsce | Reprezentacja     |
| ------- | ----------------- |
| 1.      | Japonia           |
| 2.      | Kuba              |
| 3.      | Chiny             |
| 4.      | Stany Zjednoczone |
| 5.      | Holandia          |
| 6.      | Niemcy            |
| 7.      | Włochy            |
| 7.      | Peru              |

## Nagrody indywidualne
| Najlepsza zawodniczka (MVP) | Najlepsza punktująca | Najlepsza atakująca | Najlepsza blokująca | Najlepsza serwująca | Najlepsza broniąca | Najlepsza rozgrywająca | Najlepsza przyjmująca | Najlepsza libero   |
| --------------------------- | -------------------- | ------------------- | ------------------- | ------------------- | ------------------ | ---------------------- | --------------------- | ------------------ |
| Christiane Fürst            | Christiane Fürst     | Yukiko Ebata        | Christiane Fürst    | Nana Iwasaka        | Giulia Leonardi    | Elena Keldibekova      | Janneke van Tienen    | Janneke van Tienen |